# Pardomuan Nauli (Pangururan)
Pardomuan Nauli is een bestuurslaag in het regentschap Samosir van de provincie Noord-Sumatra, Indonesië. Pardomuan Nauli telt 443 inwoners (volkstelling 2010).